# Papilio nireus
A Papilio nireus a rovarok (Insecta) osztályának lepkék (Lepidoptera) rendjébe, ezen belül a pillangófélék (Papilionidae) családjába tartozó faj.

## Előfordulása
A Papilio nireus előfordulási területe az egész Fekete-Afrika, Madagaszkár kivételével.

## Alfajai
- Papilio nireus aristophontes Oberthür, 1897 – (a Comore-szigetekhez tartozó Grand Comore)
- Papilio nireus lyaeus Doubleday, 1845 – (Szudán, Uganda, Kenya, Tanzánia, Malawi, Zambia, Mozambik, Zimbabwe, Botswana, Namíbia, Dél-afrikai Köztársaság és Szváziföld)
- Papilio nireus nireus Linnaeus, 1758 – (Szenegál, Gambia, Bissau-Guinea, Guinea, Burkina Faso, Sierra Leone, Libéria, Elefántcsontpart, Ghána, Togo, Benin, Dél-Nigéria, Kamerun, Egyenlítői-Guinea, Gabon, Kongói Köztársaság, Angola, Közép-afrikai Köztársaság, Kongói Demokratikus Köztársaság, Uganda, Nyugat-Tanzánia és Zambia)
- Papilio nireus pseudonireus C. & R. Felder, 1865 – (Észak-Kenya, Észak-Uganda, Dél-Szudán, Szomália, Etiópia, Eritrea)
- Papilio nireus wilsoni Rothschild, 1926 – (Etiópia)

## Megjelenése
A hím szárnyfesztávolsága 75–90 milliméter között van, míg a nőstényé 85–95 milliméteres lehet. A Papilio lepkenemen belül a rövid farkú nireus fajcsoportba tartozik.

## Életmódja
Egész évben repül, azonban a szaporodási időszakának csúcsa novembertől februárig tart. A hernyó Calodendrum capensével, Teclea-, Vepris- és Citrus-fajokkal táplálkozik.

### Fordítás
- Ez a szócikk részben vagy egészben  a   Papilio nireus című angol Wikipédia-szócikk ezen változatának fordításán alapul.  Az eredeti cikk szerkesztőit annak laptörténete sorolja fel. Ez a jelzés csupán a megfogalmazás eredetét és a szerzői jogokat jelzi, nem szolgál a cikkben szereplő információk forrásmegjelöléseként.